# 교육 인플레이션
교육 인플레이션(Educational inflation)은 교육이 필요하지 않은 직업에 대한 교육 요구 사항이 증가하는 것이다. 자격증 인플레이션은 고용주가 요구하는 직업에 대한 자격이 점점 더 과잉되는 것을 말한다.
건설노동자, 제화공, 청소부 등 과거 초등학교 졸업장이 필요했던 직종도 이제는 고등학교 졸업장이 필요하다. 건설 감독관, 대출 담당자, 보험 사무원, 사무 보조원 등 고등학교 졸업장이 필요한 일부 직종은 점점 학사 학위를 요구하고 있다. 연방정부 국장이 되거나 학생을 지도하거나 유적지에서 역사 투어 가이드가 되는 등 이전에는 후보자에게 학사 학위가 필요했던 일부 직업에는 이제 석사 학위가 필요하다. 주니어 과학 연구원 직위, 세션 강사 직위 등 과거 석사 학위가 필요했던 일부 직업에는 이제 박사 학위가 필요하다. 또한 대학 교수직과 같이 이전에는 박사 학위만 필요했던 일부 직종에서는 점점 더 한 명 이상의 박사후 연구원 임명을 요구하고 있다. 종종 요구 사항이 증가하는 것은 해당 직위의 지원자 수를 줄이는 방법일 뿐이다. 점점 더 글로벌화되는 고위 직위 경쟁의 성격도 자격 변동의 또 다른 원인일 수 있다.

## 같이 보기
학술 인플레이션
- 교육경제학

학위 인플레이션
- 적극적 우대조치
- 학위남발학교
- 플린 효과
- 라틴 아너스
- 지잡대

경제
- 경쟁
- 구성의 오류
- 공유지의 비극